# Final del Torneo Apertura 2015 (Colombia)
La final del Torneo Apertura 2015 de la Categoría Primera A del fútbol profesional colombiano fueron una serie de partidos de fútbol que se jugaron los días 3 y 7 de junio de 2015 para definir al primer campeón del año del fútbol en Colombia. Los encuentros fueron disputados por Independiente Medellín y Deportivo Cali que se clasificaron tras vencer al Deportes Tolima y a Millonarios respectivamente en las semifinales. Deportivo Cali se coronó campeón tras vencer con un global de 2-1 a Independiente Medellín. Al campeón le corresponde un cupo a la fase de grupos de la Copa Libertadores 2016, siendo este el clasificado como Colombia 1.

## Llave
| Bandera del departamento de Antioquia | vs. |                    |
| ------------------------------------- | --- | ------------------ |
| Independiente Medellín 0 1            | vs. | Deportivo Cali 1 2 |

## Estadios
| Medellín                  | Palmira                |
| ------------------------- | ---------------------- |
| Estadio Atanasio Girardot | Estadio Deportivo Cali |
| Capacidad: 45.000         | Capacidad: 55.000      |
|                           |                        |

## Resultados
| 3 de junio de 2015, 19:00 | Deportivo Cali | 1:0 (1:0) | Independiente Medellín | Estadio Deportivo Cali, Palmira                             |                                                             |
|                           | Preciado 17'   | Reporte   |                        | Asistencia: 35.000 espectadores Árbitro(s): Gustavo Murillo | Asistencia: 35.000 espectadores Árbitro(s): Gustavo Murillo |

| 7 de junio de 2015, 19:00 | Independiente Medellín | 1:1 (0:1) | Deportivo Cali | Estadio Atanasio Girardot, Medellín                             |                                                                 |
|                           | Monsalvo 69'           | Reporte   | Roa 40'        | Asistencia: 45.000 espectadores Árbitro(s): Juan Carlos Gamarra | Asistencia: 45.000 espectadores Árbitro(s): Juan Carlos Gamarra |

### Partido de ida
| 12         | Guardameta     | Ernesto Hernández      |     |
| 13         | Defensa        | Helibelton Palacios    |     |
| 16         | Defensa        | Germán Mera            |     |
| 31         | Defensa        | Richard Rentería       | 60' |
| 18         | Defensa        | Frank Fabra            |     |
| 5          | Centrocampista | Andrés Pérez           |     |
| 35         | Centrocampista | Kevin Balanta          |     |
| 19         | Centrocampista | Yerson Candelo         | 84' |
| 25         | Centrocampista | Andrés Felipe Roa      |     |
| 30         | Delantero      | Mateo Casierra         | 76' |
| 7          | Delantero      | Harold Preciado        |     |
| Entrenador | Entrenador     | Fernando Castro Lozada |     |

| 12         | Guardameta     | Anthony Silva         |     |
| 13         | Defensa        | Juan Camilo Angulo    |     |
| 6          | Defensa        | Diego Herner          |     |
| 5          | Defensa        | Jefferson Mena        |     |
| 11         | Defensa        | Vladimir Marín        | 57' |
| 16         | Centrocampista | Didier Moreno         |     |
| 19         | Centrocampista | Jherson Córdoba       |     |
| 17         | Centrocampista | Christian Marrugo     | 75' |
| 20         | Centrocampista | Hernán Hechalar       |     |
| 9          | Delantero      | Juan Fernando Caicedo | 33' |
| 7          | Delantero      | Juan David Pérez      |     |
| Entrenador | Entrenador     | Leonel Álvarez        |     |

| 2  | Defensa        | Danilo Arboleda      | 60' |
| 29 | Delantero      | Miguel Ángel Murillo | 76' |
| 10 | Centrocampista | David Ariel Mendieta | 84' |

| 2  | Defensa        | Hernán Pertúz          | 33' |
| 18 | Centrocampista | Brayan Angulo Mosquera | 57' |
| 15 | Centrocampista | Cristian Restrepo      | 75' |

| Anotado | 17' | Harold Preciado | 1 - 0 |

| Amonestado | 19' | Harold Preciado     |
| Amonestado | 28' | Helibelton Palacios |
| Amonestado | 83' | Andrés Pérez        |

| Amonestado | 64' | Christian Marrugo |

| Árbitro             | Gustavo Murillo     |
| Árbitros asistentes | Wilmar Navarro      |
| Árbitros asistentes | Cristián de la Cruz |
| Cuarto árbitro      | Jorge Sierra        |
| Asesor arbitral     | Otalvaro Polanco    |

| 12         | Guardameta     | Ernesto Hernández      |     |
| 13         | Defensa        | Helibelton Palacios    |     |
| 16         | Defensa        | Germán Mera            |     |
| 31         | Defensa        | Richard Rentería       | 60' |
| 18         | Defensa        | Frank Fabra            |     |
| 5          | Centrocampista | Andrés Pérez           |     |
| 35         | Centrocampista | Kevin Balanta          |     |
| 19         | Centrocampista | Yerson Candelo         | 84' |
| 25         | Centrocampista | Andrés Felipe Roa      |     |
| 30         | Delantero      | Mateo Casierra         | 76' |
| 7          | Delantero      | Harold Preciado        |     |
| Entrenador | Entrenador     | Fernando Castro Lozada |     |

| 12         | Guardameta     | Anthony Silva         |     |
| 13         | Defensa        | Juan Camilo Angulo    |     |
| 6          | Defensa        | Diego Herner          |     |
| 5          | Defensa        | Jefferson Mena        |     |
| 11         | Defensa        | Vladimir Marín        | 57' |
| 16         | Centrocampista | Didier Moreno         |     |
| 19         | Centrocampista | Jherson Córdoba       |     |
| 17         | Centrocampista | Christian Marrugo     | 75' |
| 20         | Centrocampista | Hernán Hechalar       |     |
| 9          | Delantero      | Juan Fernando Caicedo | 33' |
| 7          | Delantero      | Juan David Pérez      |     |
| Entrenador | Entrenador     | Leonel Álvarez        |     |

| 2  | Defensa        | Danilo Arboleda      | 60' |
| 29 | Delantero      | Miguel Ángel Murillo | 76' |
| 10 | Centrocampista | David Ariel Mendieta | 84' |

| 2  | Defensa        | Hernán Pertúz          | 33' |
| 18 | Centrocampista | Brayan Angulo Mosquera | 57' |
| 15 | Centrocampista | Cristian Restrepo      | 75' |

| Anotado | 17' | Harold Preciado | 1 - 0 |

| Amonestado | 19' | Harold Preciado     |
| Amonestado | 28' | Helibelton Palacios |
| Amonestado | 83' | Andrés Pérez        |

| Amonestado | 64' | Christian Marrugo |

| Árbitro             | Gustavo Murillo     |
| Árbitros asistentes | Wilmar Navarro      |
| Árbitros asistentes | Cristián de la Cruz |
| Cuarto árbitro      | Jorge Sierra        |
| Asesor arbitral     | Otalvaro Polanco    |

### Partido de vuelta
| 12         | Guardameta     | Anthony Silva      |     |
| 13         | Defensa        | Juan Camilo Angulo | 60' |
| 5          | Defensa        | Jefferson Mena     |     |
| 6          | Defensa        | Diego Herner       |     |
| 11         | Defensa        | Vladimir Marín     | 70' |
| 16         | Centrocampista | Didier Moreno      |     |
| 19         | Centrocampista | Jherson Córdoba    | 59' |
| 18         | Centrocampista | Brayan Angulo      |     |
| 20         | Centrocampista | Hernán Hechalar    |     |
| 7          | Delantero      | Juan David Pérez   |     |
| 24         | Delantero      | Charles Monsalvo   |     |
| Entrenador | Entrenador     | Leonel Álvarez     |     |

| 12         | Guardameta     | Ernesto Hernández      |     |
| 13         | Defensa        | Helibelton Palacios    |     |
| 4          | Defensa        | Cristian Nasuti        |     |
| 16         | Defensa        | Germán Mera            |     |
| 18         | Defensa        | Frank Fabra            |     |
| 35         | Centrocampista | Kevin Balanta          |     |
| 5          | Centrocampista | Andrés Pérez           |     |
| 19         | Centrocampista | Yerson Candelo         | 74' |
| 25         | Centrocampista | Andrés Felipe Roa      | 70' |
| 7          | Delantero      | Harold Preciado        |     |
| 30         | Delantero      | Mateo Casierra         | 84' |
| Entrenador | Entrenador     | Fernando Castro Lozada |     |

| 10 | Centrocampista | Daniel Hernández | 59' |
| 2  | Defensa        | Hernán Pertúz    | 60' |
| 27 | Delantero      | Alfredo Morelos  | 70' |

| 6  | Centrocampista | Juan David Cabezas | 70' |
| 21 | Defensa        | Víctor Giraldo     | 74' |
| 29 | Delantero      | Miguel Murillo     | 84' |

| Anotado | 69' | Charles Monsalvo | 1 - 1 |

| Anotado | 40' | Andrés Felipe Roa | 0 - 1 |

| Amonestado | 16' | Jherson Córdoba |

| Amonestado | 15' | Yerson Candelo      |
| Amonestado | 20' | Cristian Nasuti     |
| Amonestado | 24' | Germán Mera         |
| Amonestado | 40' | Danilo Arboleda     |
| Amonestado | 43' | Helibelton Palacios |
| Amonestado | 89' | Ernesto Hernández   |
| Amonestado | 90' | Andrés Pérez        |

| Árbitro             | Juan Carlos Gamarra |
| Árbitros asistentes | Humberto Clavijo    |
| Árbitros asistentes | Alexander Guzmán    |
| Cuarto árbitro      | Nicolás Gallo       |
| Asesor arbitral     | Pablo Montoya       |

| 12         | Guardameta     | Anthony Silva      |     |
| 13         | Defensa        | Juan Camilo Angulo | 60' |
| 5          | Defensa        | Jefferson Mena     |     |
| 6          | Defensa        | Diego Herner       |     |
| 11         | Defensa        | Vladimir Marín     | 70' |
| 16         | Centrocampista | Didier Moreno      |     |
| 19         | Centrocampista | Jherson Córdoba    | 59' |
| 18         | Centrocampista | Brayan Angulo      |     |
| 20         | Centrocampista | Hernán Hechalar    |     |
| 7          | Delantero      | Juan David Pérez   |     |
| 24         | Delantero      | Charles Monsalvo   |     |
| Entrenador | Entrenador     | Leonel Álvarez     |     |

| 12         | Guardameta     | Ernesto Hernández      |     |
| 13         | Defensa        | Helibelton Palacios    |     |
| 4          | Defensa        | Cristian Nasuti        |     |
| 16         | Defensa        | Germán Mera            |     |
| 18         | Defensa        | Frank Fabra            |     |
| 35         | Centrocampista | Kevin Balanta          |     |
| 5          | Centrocampista | Andrés Pérez           |     |
| 19         | Centrocampista | Yerson Candelo         | 74' |
| 25         | Centrocampista | Andrés Felipe Roa      | 70' |
| 7          | Delantero      | Harold Preciado        |     |
| 30         | Delantero      | Mateo Casierra         | 84' |
| Entrenador | Entrenador     | Fernando Castro Lozada |     |

| 10 | Centrocampista | Daniel Hernández | 59' |
| 2  | Defensa        | Hernán Pertúz    | 60' |
| 27 | Delantero      | Alfredo Morelos  | 70' |

| 6  | Centrocampista | Juan David Cabezas | 70' |
| 21 | Defensa        | Víctor Giraldo     | 74' |
| 29 | Delantero      | Miguel Murillo     | 84' |

| Anotado | 69' | Charles Monsalvo | 1 - 1 |

| Anotado | 40' | Andrés Felipe Roa | 0 - 1 |

| Amonestado | 16' | Jherson Córdoba |

| Amonestado | 15' | Yerson Candelo      |
| Amonestado | 20' | Cristian Nasuti     |
| Amonestado | 24' | Germán Mera         |
| Amonestado | 40' | Danilo Arboleda     |
| Amonestado | 43' | Helibelton Palacios |
| Amonestado | 89' | Ernesto Hernández   |
| Amonestado | 90' | Andrés Pérez        |

| Árbitro             | Juan Carlos Gamarra |
| Árbitros asistentes | Humberto Clavijo    |
| Árbitros asistentes | Alexander Guzmán    |
| Cuarto árbitro      | Nicolás Gallo       |
| Asesor arbitral     | Pablo Montoya       |

| Bandera de Colombia              |
| Campeón Deportivo Cali 9° Título |